# Châteauneuf-Grasse
Châteauneuf-Grasse – miejscowość i gmina we Francji, w regionie Prowansja-Alpy-Lazurowe Wybrzeże, w departamencie Alpy Nadmorskie.
Według danych na rok 1990 gminę zamieszkiwało 2806 osób, a gęstość zaludnienia wynosiła 314 osób/km² (wśród 963 gmin regionu Prowansja-Alpy-W. Lazurowe Châteauneuf-Grasse plasuje się na 215. miejscu pod względem liczby ludności, natomiast pod względem powierzchni na miejscu 724.).